# Petrolisthes cyanochir
Petrolisthes cyanochir is een tienpotigensoort uit de familie van de Porcellanidae. De wetenschappelijke naam van de soort is voor het eerst geldig gepubliceerd in 2011 door Osawa & Maenosono.